# Unión Deportiva Orensana
L'Unión Deportiva Orensana è stata una squadra di calcio con sede ad Ourense. Il club ha disputato 3 stagioni nella serie cadetta spagnola.

## Storia
Il club venne fondato nel 1942 e dopo un solo anno in quarta categoria raggiunse la terza serie. Nel 1949 ottiene la promozione in cadetteria, ottenendo nella stagione d'esordio l'ottavo posto del Gruppo I. Due anni dopo raggiunge la finale della Copa Federación de España, persa contro il Real Jaén, ed al termine della stagione 1951-1952 la squadra retrocesse e poi fallì.